# Cheng Shuliang
Cheng Shuliang (chiń. 陈叔亮) - drugi ambasador Chińskiej Republiki Ludowej w Phnom Penh (Kambodża). Pełnił tę funkcję w okresie od marca 1961 do maja 1969 roku.